# Campeonato Mundial de Esquí Nórdico de 1980
El XXXIII Campeonato Mundial de Esquí Nórdico se celebró en Lake Placid (Estados Unidos) entre el 13 y el 23 de febrero de 1980, dentro de los XIII Juegos Olímpicos de Invierno (las pruebas de esquí de fondo y saltos en esquí incluidas en el programa contaron como pruebas del Mundial, no así las de combinada nórdica), bajo la organización de la Federación Internacional de Esquí (FIS) y la Federación Estadounidense de Esquí.

## Esquí de fondo

### Masculino
| Evento                  | Oro                                                                               | Plata                                                                               | Bronce                                                                                       |
| ----------------------- | --------------------------------------------------------------------------------- | ----------------------------------------------------------------------------------- | -------------------------------------------------------------------------------------------- |
| 15 km (18.02)           | Thomas Wassberg · Suecia · 41:57,63                                               | Juha Mieto · Finlandia · 41:57,64                                                   | Ove Aunli · Noruega · 42:28,62                                                               |
| 30 km (16.02)           | Nikolai Zimiatov URSS 1:27:02,80                                                  | Vasili Rochev URSS 1:27:34,22                                                       | Ivan Lebanov Bulgaria 1:27:03,87                                                             |
| 50 km (23.02)           | Nikolai Zimiatov URSS 2:27:24,60                                                  | Juha Mieto · Finlandia · 2:30:20,52                                                 | Alexandr Zavialov URSS 2:30:51,52                                                            |
| Relevo 4 × 5 km (20.02) | URSS Vasili Rochev Nikolai Bazhukov Yevgueni Beliayev Nikolai Zimiatov 1:57:03,46 | Noruega · Lars-Erik Eriksen · Per Knut Aaland · Ove Aunli · Oddvar Brå · 1:58:45,77 | Finlandia · Harri Kirvesniemi · Pertti Teurajärvi · Matti Pitkänen · Juha Mieto · 2:00:00,18 |

### Femenino
| Evento                  | Oro                                                                         | Plata                                                                        | Bronce                                                                          |
| ----------------------- | --------------------------------------------------------------------------- | ---------------------------------------------------------------------------- | ------------------------------------------------------------------------------- |
| 5 km (17.02)            | Raisa Smetanina URSS 15:06,92                                               | Hilkka Riihivuori · Finlandia · 15:11,96                                     | Květa Jeriová Checoslovaquia 15:23,44                                           |
| 10 km (19.02)           | Barbara Petzold RDA 30:31,54                                                | Hilkka Riihivuori · Finlandia · 30:35,06                                     | Helena Takalo · Finlandia · 30:45,25                                            |
| Relevo 4 × 5 km (21.02) | RDA Marlies Rostock Carola Anding Veronika Hesse Barbara Petzold 1:02:11,10 | URSS Nina Baldychova Nina Rocheva Galina Kulakova Raisa Smetanina 1:03:18,30 | Noruega · Brit Pettersen · Anette Bøe · Marit Myrmæl · Berit Aunli · 1:04:13,50 |

## Salto en esquí
| Evento                              | Oro                                | Plata                                         | Bronce                             |
| ----------------------------------- | ---------------------------------- | --------------------------------------------- | ---------------------------------- |
| Trampolín normal individual (17.02) | Anton Innauer · Austria · 266,3    | Manfred Deckert RDA Hirokazu Yagi Japón 249,2 | —                                  |
| Trampolín grande individual (23.02) | Jouko Törmänen · Finlandia · 271,0 | Hubert Neuper · Austria · 262,4               | Jari Puikkonen · Finlandia · 248,5 |

## Medallero
| Núm. | País           | Oro | Plata | Bronce | Total |
| ---- | -------------- | --- | ----- | ------ | ----- |
| 1    | URSS           | 3   | 1     | 1      | 5     |
| 2    | Finlandia      | 1   | 4     | 2      | 7     |
| 3    | Austria        | 1   | 1     | 0      | 2     |
| 3    | RDA            | 1   | 1     | 0      | 2     |
| 5    | Suecia         | 1   | 0     | 0      | 1     |
| 6    | Japón          | 0   | 1     | 0      | 1     |
| 7    | Bulgaria       | 0   | 0     | 1      | 1     |
| 7    | Checoslovaquia | 0   | 0     | 1      | 1     |
| 7    | Noruega        | 0   | 0     | 1      | 1     |
|      | TOTAL          | 7   | 8     | 6      | 21    |